# Kodjoli (Tignère)
Pour les articles homonymes, voir Kodjoli.
Kodjoli est un village du Cameroun situé dans la région de l'Adamaoua et le département du Faro-et-Déo. Il fait partie de la commune de Tignère.

## Population
En 1971, Kodjoli comptait 54 habitants, principalement Foulbe.
Lors du recensement de 2005, 811 personnes y ont été dénombrées.